# 南部山岳州 (パプアニューギニア)

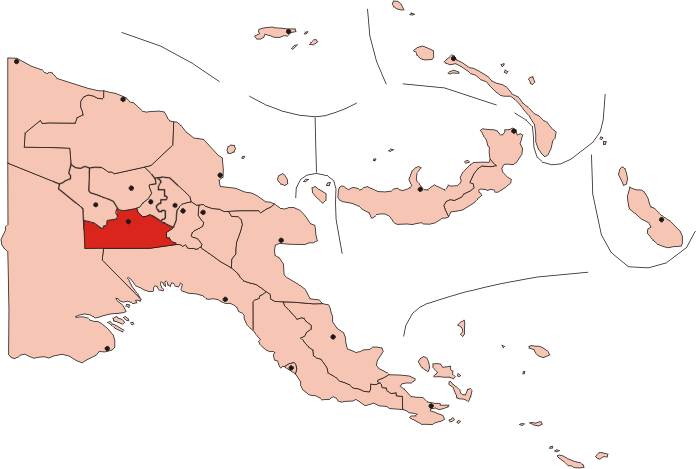
南部山岳州

南部山岳州（なんぶさんがくしゅう、英語: Southern Highlands Province）は、パプアニューギニア及びニューギニア島の中央の山岳地方に位置する州である。州都はメンディ。州の面積は23,800平方キロメートル。人口は51万245人（2011年国勢調査）で国内最大、人口密度も高い州である。2012年5月17日に北部3地区が分離し、ヘラ州となった。

## 住民

### 言語
トランスニューギニア語族のフリ語、アンガル語、ケワ語（以上、エンガ語派）、カウゲル語（チンブ・ワギ語派）などが使用される。